# Warren Caddy
Warren Caddy (Cagnes-sur-Mer, 9 aprile 1997) è un calciatore francese naturalizzato malgascio, attaccante dello Stade Lausanne-Ouchy e della nazionale malgascia.

## Carriera

### Nazionale
Di origini malgascie, nel 2023 ha ottenuto la prima convocazione con la nazionale del paese africano, con cui ha esordito il 20 novembre, nella partita di qualificazione al Mondiale 2026 vinta per 0-3 contro il Ciad.

## Statistiche

### Cronologia presenze e reti in nazionale
| Cronologia completa delle presenze e delle reti in nazionale ― Madagascar | Cronologia completa delle presenze e delle reti in nazionale ― Madagascar | Cronologia completa delle presenze e delle reti in nazionale ― Madagascar | Cronologia completa delle presenze e delle reti in nazionale ― Madagascar | Cronologia completa delle presenze e delle reti in nazionale ― Madagascar | Cronologia completa delle presenze e delle reti in nazionale ― Madagascar | Cronologia completa delle presenze e delle reti in nazionale ― Madagascar | Cronologia completa delle presenze e delle reti in nazionale ― Madagascar |
| Data                                                                      | Città                                                                     | In casa                                                                   | Risultato                                                                 | Ospiti                                                                    | Competizione                                                              | Reti                                                                      | Note                                                                      |
| ------------------------------------------------------------------------- | ------------------------------------------------------------------------- | ------------------------------------------------------------------------- | ------------------------------------------------------------------------- | ------------------------------------------------------------------------- | ------------------------------------------------------------------------- | ------------------------------------------------------------------------- | ------------------------------------------------------------------------- |
| 20-11-2023                                                                | Oujda                                                                     | Ciad                                                                      | 0 – 3                                                                     | Madagascar                                                                | Qual. Mondiali 2026                                                       | -                                                                         | 85’                                                                       |
| 5-9-2024                                                                  | Radès                                                                     | Tunisia                                                                   | 1 – 0                                                                     | Madagascar                                                                | Qual. Coppa d'Africa 2025                                                 | -                                                                         | 46’                                                                       |
| 9-9-2024                                                                  | Radès                                                                     | Madagascar                                                                | 1 – 1                                                                     | Comore                                                                    | Qual. Coppa d'Africa 2025                                                 | -                                                                         | 90’                                                                       |
| 11-10-2024                                                                | Casablanca                                                                | Madagascar                                                                | 1 – 1                                                                     | Gambia                                                                    | Qual. Coppa d'Africa 2025                                                 | -                                                                         | 84’                                                                       |
| 14-10-2024                                                                | El Jadida                                                                 | Gambia                                                                    | 1 – 0                                                                     | Madagascar                                                                | Qual. Coppa d'Africa 2025                                                 | -                                                                         | 40’ 71’                                                                   |
| 15-11-2024                                                                | Berkane                                                                   | Gambia                                                                    | 1 – 2                                                                     | Comore                                                                    | Qual. Coppa d'Africa 2025                                                 | -                                                                         | 88’                                                                       |
| 18-11-2024                                                                | Al Hoceima                                                                | Comore                                                                    | 1 – 0                                                                     | Madagascar                                                                | Qual. Coppa d'Africa 2025                                                 | -                                                                         | 81’                                                                       |
| 19-3-2025                                                                 | Casablanca                                                                | Rep. Centrafricana                                                        | 1 – 4                                                                     | Madagascar                                                                | Qual. Mondiali 2026                                                       | -                                                                         | 40’ 85’                                                                   |
| 24-3-2025                                                                 | Al Hoceima                                                                | Madagascar                                                                | 0 – 3                                                                     | Ghana                                                                     | Qual. Mondiali 2026                                                       | -                                                                         | 77’                                                                       |
| Totale                                                                    |                                                                           | Presenze                                                                  | 9                                                                         |                                                                           | Reti                                                                      | 0                                                                         |                                                                           |

## Palmarès

### Individuale
- Capocannoniere della Challenge League: 1

2024-2025 (18 reti)